# Blocul Național Democrat
Blocul Național Democrat (BND) a fost creat la 20 iunie 1944 de comuniștii români, având ca principal obiectiv politic scoaterea țării din al Doilea Război mondial.
Din Blocul Național Democrat făceau parte: Partidul Comunist Român, Partidul Social Democrat Român, Partidul Național Țărănesc și Partidul Național Liberal.
La 26 septembrie 1944 a fost publicat un Proiect de platformă al Frontului Național Democrat (FND), iar la 12 octombrie 1944 comuniștii și social-democrații au ieșit din proprie inițiativă din Blocul Național Democrat, formând noua coaliție FND.
Deoarece comuniștii erau conștienți de foarte slaba audiență pe care o aveau în rândul maselor populare, înființarea BND a fost doar o mișcare tactică: singura posibilitate de a-și atinge obiectivele consta în a-și asocia în lupta antihitleristă partide cu mare autoritate politică și morală.